# Altay Bayındır
Altay Bayındır (abház: Алҭаи Биуленҭ-иҧа Агрба; Bursa, 1998. április 14. –) török labdarúgó, aki jelenleg az angol első osztályban szereplő Manchester United kapusa.

## Pályafutása

### Klubcsapatokban

#### Ankaragücü
Bayındır 2018. november 30-án mutatkozott be a török első osztályban, az MKE Ankaragücü kapusaként, a Çaykur Rizespor elleni 1–1-es döntetlen során.

#### Fenerbahçe
2019. július 8-án Bayındır aláírt egy négy éves szerződést a Fenerbahçe csapatával. Gyorsan a csapat első számú kapusa lett ,miután jobban teljesített, mint Harun Tekin. 2019. augusztus 19-én lépett először pályára a Fenerbahçe színeiben, a Gazişehir Gaziantep FK ellen, amelyet 5–0-ra nyertek meg.
2020. október 3-án Bayındır kivédte Erik Sabo büntetőjét a Fatih Karagümrük elleni győzelem során. December 6-án ismét kifogott egy tizenegyest, ekkor Radosław Murawski ellen diadalmaskodott. A Denizlispor elleni mérkőzésen hét lövést is kivédett, amelyet a Fenerbahçe emberhátrányban is meg tudott nyerni 2–0-ra.
2021. október 30-án a Konyaspor elleni vereség során összeütközött Serdar Gürlerrel a 69. percben, amelynek következtében sérülten el kellett hagynia a pályát. Cseréje Berke Özer volt. Másnap a Fenerbahçe bejelentette, hogy ugyan nem tört el válla, vállcsúcsi-kulcscsonti elválasztódás történt karjában. A sérülés miatt meg kellett operálni és 3 hónapig nem lépett pályára.

#### Manchester United
2023. szeptember 1-én négy évre szóló szerződést írt alá a Manchester Unitedhez. Ő lett a csapat történetének első török játékosa. Az 1-es mezszámot kapta, amit az előző tizenkét szezonban David de Gea, illetve korábban a játékos példaképe, Edwin van der Sar is viselt. 2024. január 28-án mutatkozott be, az FA-Kupa negyedik fordulójában, a Newport County ellen. 2025. január 12-én kivédett egy büntetőt az Arsenal ellen, az FA-Kupa harmadik fordulójában, majd a mérkőzést követő büntetőpárbajban is hárított egyet, hozzásegítve csapatát az 5–3-as sikerhez. 2025. április 13-án mutatkozott be a Premier League-ben, a Newcastle United ellen.

### A válogatottban

#### Utánpótlás
Bayındır volt a válogatott kapusa a 2018-as U20-as Toulon-tornán.

#### A felnőtt csapatban
2020. november 9-én Şenol Güneş behívta Bayındırt a Nemzetek Ligája találkozóra a felnőtt csapatba Magyarország és Oroszország ellen. Ennek ellenére csak 2021. május 27-én mutatkozott be, Azerbajdzsán ellen.

## Statisztikák

### Klubcsapatokban
Frissítve: 2025. április 13.
| Csapat            | Szezon           | Bajnokság         | Bajnokság | Bajnokság | Kupa | Kupa | Ligakupa | Ligakupa | Európa | Európa | Egyéb | Egyéb | Összesen | Összesen |
| Csapat            | Szezon           | Osztály           | Mér.      | Gól       | Mér. | Gól  | Mér.     | Gól      | Mér.   | Gól    | Mér.  | Gól   | Mér.     | Gól      |
| ----------------- | ---------------- | ----------------- | --------- | --------- | ---- | ---- | -------- | -------- | ------ | ------ | ----- | ----- | -------- | -------- |
| Ankaragücü        | 2015–16          | TFF Second League | 2         | 0         | 0    | 0    | –        | –        | –      | –      | –     | –     | 2        | 0        |
| Ankaragücü        | 2016–17          | TFF Second League | 1         | 0         | 0    | 0    | –        | –        | –      | –      | –     | –     | 1        | 0        |
| Ankaragücü        | 2017–18          | TFF First League  | 8         | 0         | 1    | 0    | –        | –        | –      | –      | –     | –     | 9        | 0        |
| Ankaragücü        | 2018–19          | Süper Lig         | 17        | 0         | 2    | 0    | –        | –        | –      | –      | –     | –     | 19       | 0        |
| Ankaragücü        | Összesen         | Összesen          | 28        | 0         | 3    | 0    | –        | –        | 0      | 0      | –     | –     | 31       | 0        |
| Fenerbahçe        | 2019–20          | Süper Lig         | 32        | 0         | 3    | 0    | –        | –        | –      | –      | –     | –     | 35       | 0        |
| Fenerbahçe        | 2020–21          | Süper Lig         | 33        | 0         | 2    | 0    | –        | –        | –      | –      | –     | –     | 35       | 0        |
| Fenerbahçe        | 2021–22          | Süper Lig         | 24        | 0         | 0    | 0    | –        | –        | 7      | 0      | –     | –     | 31       | 0        |
| Fenerbahçe        | 2022–23          | Süper Lig         | 26        | 0         | 1    | 0    | –        | –        | 13     | 0      | –     | –     | 40       | 0        |
| Fenerbahçe        | 2023–24          | Süper Lig         | 1         | 0         | 0    | 0    | –        | –        | 3      | 0      | –     | –     | 4        | 0        |
| Fenerbahçe        | Összesen         | Összesen          | 116       | 0         | 6    | 0    | –        | –        | 23     | 0      | –     | –     | 145      | 0        |
| Manchester United | 2023–24          | Premier League    | 0         | 0         | 1    | 0    | 0        | 0        | 0      | 0      | –     | –     | 1        | 0        |
| Manchester United | 2024–25          | Premier League    | 1         | 0         | 1    | 0    | 3        | 0        | 2      | 0      | 0     | 0     | 7        | 0        |
| Manchester United | Összesen         | Összesen          | 1         | 0         | 2    | 0    | 3        | 0        | 2      | 0      | 0     | 0     | 8        | 0        |
| Karrier összesen  | Karrier összesen | Karrier összesen  | 145       | 0         | 11   | 0    | 3        | 0        | 25     | 0      | 0     | 0     | 184      | 0        |

### A válogatottban
Frissítve: 2024. június 22.
| Válogatott  | Év       | Mérkőzés | Gól |
| ----------- | -------- | -------- | --- |
| Törökország | 2021     | 2        | 0   |
| Törökország | 2022     | 3        | 0   |
| Törökország | 2023     | 3        | 0   |
| Törökország | 2024     | 2        | 0   |
| Összesen    | Összesen | 10       | 0   |

## Sikerek, díjak
Manchester United
- Angol kupagyőztes: 2023–2024